# Gama viridifusca
Gama viridifusca är en skalbaggsart som beskrevs av Moser 1918. Gama viridifusca ingår i släktet Gama och familjen Melolonthidae. Inga underarter finns listade i Catalogue of Life.